# Lorado Taft
Pour les articles homonymes, voir Taft.
Lorado Zadoc Taft, né à Elmwood (Illinois) le 29 avril 1860 et mort à Chicago le 30 octobre 1936, est un sculpteur américain.

## Biographie
Lorado Taft était le fils de Carlos et Mary Lucy Taft. Il était l'aîné de quatre enfants. Son père était professeur de géologie et de zoologie et enseigna dans diverses high schools avant de terminer sa carrière comme professeur de géologie à l'université de l'Illinois de 1871 à 1882.
Le jeune Lorado, encore enfant, fut initié au dessin et à la sculpture par un sculpteur belge à Champaign, où la famille s'était installée après l'obtention par son père d'un poste d'enseignant. Il fit ensuite des études à l'université et, après avoir obtenu son diplôme de bachelier en 1879 et sa maîtrise en 1880, il partit pour l'Europe afin d'étudier à l'École des beaux-arts de Paris de 1880 à 1883, pour étudier la sculpture avec Augustin Dumont, Jean-Marie Bonnassieux et Jules Thomas.
Peu après son retour aux États-Unis, il commença à enseigner à l'Art Institute of Chicago, et il conservera ce poste de 1886 à 1929. Parallèlement, il enseigna comme lecteur en histoire de l'art à l'université de Chicago de 1893 à 1900, puis à nouveau en 1909.
En 1890, Lorado Taft se marie avec Carrie Scales, mais son épouse meurt deux ans plus tard. Après quatre ans de veuvage, il épouse, en 1896, Ada Bartlett avec laquelle il aura trois filles.

## Œuvres

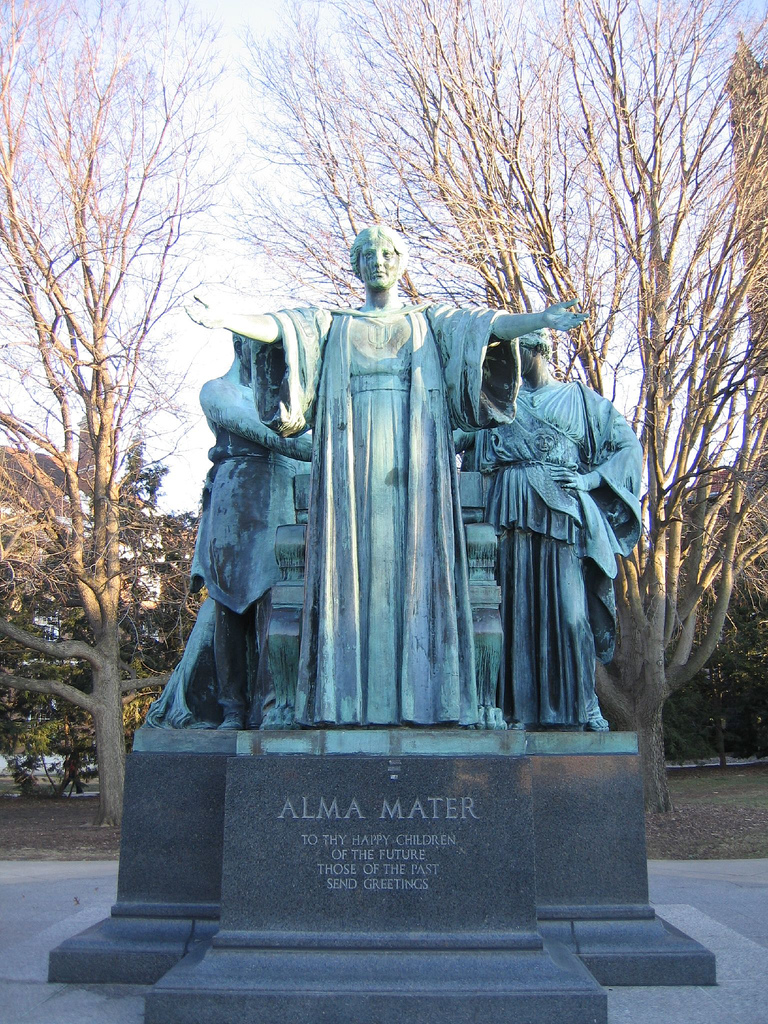
Lorado Taft
La Solitude de l'âme (1911)
Université de l'Illinois à Urbana.

- Fleur sauvage (Wild Flower) (v. 1886-1889)
- Général Grant (General Grant) (1889], Fort Leavenworth (Kansas)
- Le Sommeil des fleurs (The Sleep of the Flowers) pour l'Exposition universelle de 1893
- L'Éveil des fleurs (The Awakening of the Flowers) pour l'Exposition universelle de 1893
- La Solitude de l'âme (The Solitude of the Soul) (1911)
- L'Aveugle (The Blind)
- Blackhawk ou L'Éternel Indien (Black Hawk Statue or The Eternal Indian - (1911), placée sur un promontoire au-dessus de la Rock River, près de la ville d'Oregon.
- Le Silence éternel (The Eternal Silence) - Monument pour la tombe d'Henry T. Graves (cimetière de Graceland), Chicago
- La Fontaine des Grands Lacs (The Fountain of the Great Lakes) (1913), Chicago
- La Fontaine du Mémorial Thatcher (Thatcher Memorial Fountain) (1918), Denver (Colorado)
- La Fontaine du temps (Fountain of Time) (1922), pour l'université de Chicago
- Le monument au soldat et au marin (Soldier & Sailors' Monument) (1922)
- Les Pionniers (The Pioneers) (1928)
- Le Mémorial de Charles Page (Charles Page Memorial) (1930)
- Le Monument de Heald Square (Heald Square Monument) (1936), Chicago
- La Fontaine de la Création (Fountain of Creation) (inachevée)

## Écrits
- The History of American Sculpture, New York, The Macmillan Company, 1925.

## Sources
- Archives de Lorado Taft (Lorado Taft Papers, 1857-1953) conservées dans les archives de l'université de l'Illinois (Record Series Number 26/20/16)